# Maximilien Théodore Chrétin
Maximilien Théodore Chrétin, peintre, sculpteur, archéologue et faussaire français, né à Paris en 1797 et mort à Paris 6e le 18 mars 1865. Membre correspondant des Académies de Bordeaux et de Toulouse, il est surtout resté célèbre comme  sculpteur-faussaire.

## Biographie
Il se disait le neveu de Robespierre. Il a travaillé dans l'atelier de Guérin, mais en est sorti à 15 ans pour s'engager dans les dragons et participer aux dernières campagnes de l'Empire. Il a été démobilisé à Auch.
À la suite d'un concours, il est nommé professeur de dessin à Auch. En 1825, il s'est établi à Nérac où il s'est marié et a ouvert un atelier de peinture.

### Nérac

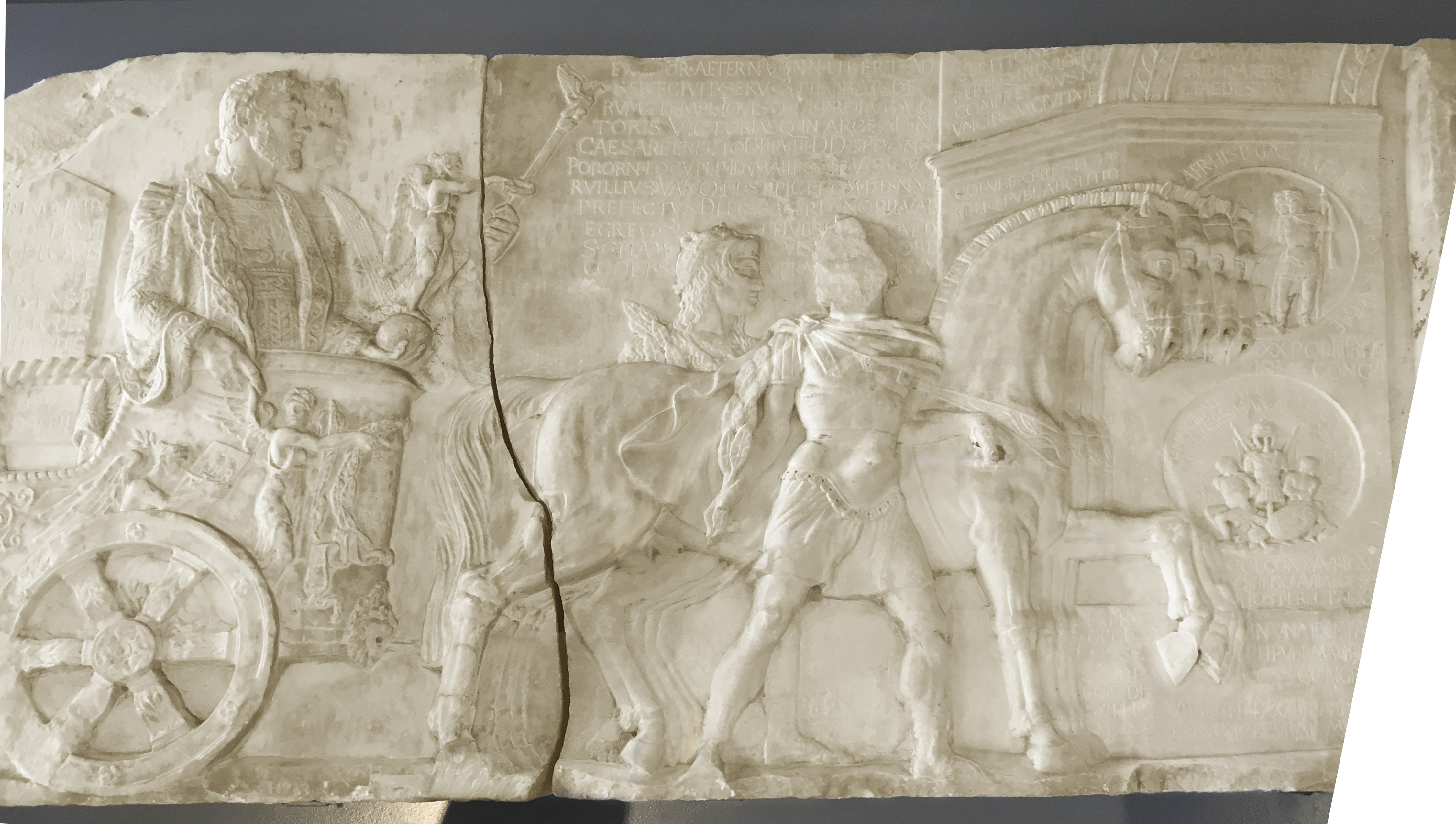
Le "faux" de Nérac : bas-relief représentant Tetricus et son fils (MSR 2000.33.1)

Maximilien Théodore Chrétin, sculpteur, a participé en 1833 aux fouilles de ruines romaines découvertes à Nérac. Il y monta la fable d'une villa impériale à Nérac du temps des Tetricus avec la complicité de l'archéologue Alexandre Du Mège. Il vendit en 1833 plusieurs bas-reliefs représentant Tetricus, son fils, Claude le Gothique à la Société archéologique du Midi de la France, et une mystérieuse Nera et des inscriptions latines, qu'il prétendait avoir découvert lui-même. Après un mouvement d'enthousiasme du milieu archéologique, dont Prosper Mérimée, un examen plus attentif de Charles-Benoît Hase, de l'Institut, puis du baron de Sacy a conduit à y voir des faux. 
Un procès est engagé contre lui et son beau-frère Lalard par le maire de Nérac pour soustraction frauduleuse d'objets. Chrétin reconnut devant le tribunal de Nérac en 1835 en être l'auteur. Une inscription avait troublé Alexandre Du Mège : M. T. C. N. D. P. Théodore Chrétin avoua dans l'hilarité générale que ces initiales correspondaient à « Maximilien Théodore Chrétin natif de Paris ». Il fut acquitté de l'accusation de vols d'objets archéologiques.
Le faux bas-relief du triomphe de Tétricus est conservé dans les réserves du musée Saint-Raymond de Toulouse, sous le numéro d'inventaire 2000.33.1.

### Germigny-des-Près
Il quitte Nérac en 1838. On le retrouve en 1847 pour la restauration de la mosaïque de l'église de Germigny-des-Prés. Il découvre une inscription originale de Théodulf sous la mosaïque, mais il réalise également une fausse inscription sur un pilier pour donner la date de 806 pour la bénédiction du monument. Théodore Chrétin propose alors de restaurer la mosaïque, mais la révolution de 1848 arrête l'autorisation de sa propositions de la refaire entièrement.